# キリスト教式文
キリスト教式文（キリストきょうしきぶん、英語: Liturgical text and book）とは、キリスト教の礼拝、礼典、牧師按手、結婚式、葬式などの儀式で使う文章である。こうした文章の集大成を、典礼書、祈祷書などと呼ぶ。

## 概要
キリスト教の式文は、教会、教派によって各種出版されている。

## 正教会
正教会では祈祷文・祝文等と呼び、「式文」の語彙はあまり用いられない。祈祷文としては、「聖金口イオアン聖体礼儀」などがある。

## カトリック教会
カトリック教会には、『聖務日課』などがある

## 聖公会
聖公会では式文は、一般に『聖公会祈祷書』に集大成されている。

## プロテスタント諸派
イングランド教会による聖公会祈祷書の押し付けに対して自由祈祷を強調したピューリタンの間では使われなかった事例など、式文を用いない教派もある。ただし、長老派系統では19世紀末になって再び用いられるようになった。
プロテスタントにおける出版された式文の例として、羊群社発行の『キリスト教式文』を挙げる。内容には主の祈り、十戒、信仰告白、礼典（洗礼式、聖餐式）、教会に関する諸式（入会式、牧師按手、宣教師任職、長老任職、執事任職、教会設立式）、会堂建設に関する諸式、家庭に関する諸式（家庭礼拝、婚約式、結婚式）、葬儀諸式（納棺式、前夜式、葬式、火葬前式、埋葬式、記念会）、建築諸式、諸事業開設式、公私の場における祈りが含まれている。

### 日本語プロテスタント式文の例
- 「礼拝式文」『カルヴァン篇』改革派教会 ジャン・カルヴァン著、（1542年、1545年、1559年）渡辺信夫訳　新教出版社
- 「ウェストミンスター礼拝指針」『ウェストミンスター神学者会議の成立』 （1645）松谷好明訳
- 『日本基督教団式文（口語）』日本基督教団信仰職制委員会編 1959年　日本基督教団出版局
- 『基督教式典礼文』ホーリネス系福音派　森五郎著　（1976年）　いのちのことば社
- 『主の日の礼拝と礼拝指針-アメリカ改革派教会における礼拝理解のために』（1987年、翻訳2003年）キリスト新聞社
- 『日本基督改革派教会式文』日本キリスト改革派教会（1984年）日本基督改革派教会大会出版局
- 『キリスト教式文』聖書キリスト教会　尾山令仁著（1987年初版、2002年新版）羊群社
- 『日本基督教団 新しい式文　試案と解説』日本基督教団信仰職制委員会編　1990年　日本基督教団出版局
- 『神の民の礼拝－カンバーランド長老キリスト教会礼拝書－』カンバーランド長老キリスト教会礼拝書特別委員会編　（1993年）一麦出版社
- 『式文 』インマヌエル総合伝道団 1999 インマヌエル出版局
- 『ルーテル教会式文（礼拝と諸式）』日本福音ルーテル教会（2001年）　日本ルーテル教団監修
- 『式文』 日本ホーリネス教団 2006 東宣社
- 『式文革製 再版』日本同盟キリスト教団  2008